# Онано
Она́но (итал. Onano) — коммуна в Италии, располагается в области Лацио, в провинции Витербо.
Население составляет 1061 человек (2008 г.), плотность населения составляет 43 чел./км². Занимает площадь 25 км². Почтовый индекс — 1010. Телефонный код — 0763.
Покровителем коммуны почитается святой Трифон, празднование 10 ноября.

## Демография
Динамика населения:

## Администрация коммуны
- Официальный сайт: http://www.comune.onano.vt.it/ Архивная копия от 5 июня 2010 на Wayback Machine